# Ganglion pterygopalatinum

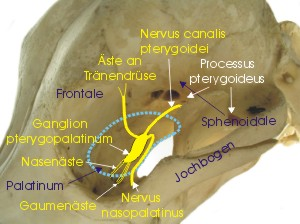
Fossa pterygopalatina (blau umrandet) und Ganglion pterygopalatinum beim Hund

Das Ganglion pterygopalatinum („Flügelgaumenganglion“) ist ein parasympathisches Ganglion, das in der gleichnamigen Grube (Fossa pterygopalatina) am Gaumenbein (Os palatinum), vor dem Flügelfortsatz des Keilbeins (Processus pterygoideus ossis sphenoidalis) liegt. Im Ganglion pterygopalatinum erfolgt die Umschaltung sekretorischer (parasympathischer) Fasern für die Tränen-, Nasen-, Gaumen- und Rachendrüsen sowie die Gefäße des Gesichts und Gehirns. Das Ganglion befindet sich nahe dem Foramen sphenopalatinum.

## Zum Ganglion pterygopalatinum ziehende Fasern
Die parasympathischen Fasern stammen vom Ursprungskern des Nervus facialis, dem Nucleus salivatorius superior. Diese Radix parasympathica enthält den Nervus petrosus major. Der Nervus petrosus profundus verläuft in der Radix sympathica des Ganglions und enthält postganglionäre Fasern aus dem Plexus caroticus internus. Aus dem Nervus maxillaris (zweiter Ast des N. trigeminus) entstammen kurze Rami ganglionares (sensibel) die in der Radix sensoria in das Ganglion ziehen. Das Ganglion wird vom Nervus maxillaris als sogenanntes „Anlagerungsganglion“ genutzt. Dies bedeutet, dass die sensiblen Fasern dieses Trigeminusastes keinen Kontakt zu den Ganglienzellen aufnehmen, sondern es lediglich durchziehen und als Verteilerstation nutzen. Die viszeroefferenten Fasern des Ganglions nutzen jedoch die Maxillarisäste (wie Nervus zygomaticus, Nervus nasopalatinus, Nervi palatini) als Weg zu ihren Erfolgsorganen.

## Vom Ganglion pterygopalatinum ausgehende Fasern
Aus dem Ganglion pterygopalatinum treten Äste für die Orbita, Nasenhöhle, Gaumen und Rachen aus. Zur besseren Orientierung kann man die Äste in zwei Gruppen gliedern.
Äste, die durch das Foramen sphenopalatinum ziehen:
- Rami nasales posteriores superiores mediales und laterales
- Rami orbitales
- Nervus nasopalatinus
- Nervus pharyngeus

Sie innervieren die Schleimhaut des Meatus nasi superior und Meatus nasi medius, die oberen Abschnitte des Septum nasi, des Pharynx, der Tuba auditiva und durch den langen Nervus nasopalatinus, der durch den Canalis incisivus tritt, den vorderen Abschnitt der Gaumenschleimhaut.
Weiterhin lassen sich noch die Nervi palatini („Gaumennerven“) unterscheiden:  Die Nervi palatini minores und der Nervus palatinus major treten durch die gleichnamigen Löcher und Kanäle (Foramen nervi palatini majores et minores) im harten Gaumen (Palatum durum) zur Mundhöhle. Sie innervieren den Meatus nasi inferior, den Sinus maxillaris, die Gaumenschleimhaut, die Gaumenmandel (Tonsilla palatina) und das Zahnfleisch des
Oberkiefers.
Im Ganglion werden die parasympathischen Fasern auf das zweite Neuron umgeschaltet und diese innervieren sekretorisch die Drüsen von Nase und Gaumen. Über den Nervus zygomaticus und Nervus lacrimalis werden vom Ganglion pterygopalatinum auch der Tränendrüse parasympathische Fasern zugeführt.

## Durchtrittsstellen wegziehender Fasern und deren Begleitstrukturen

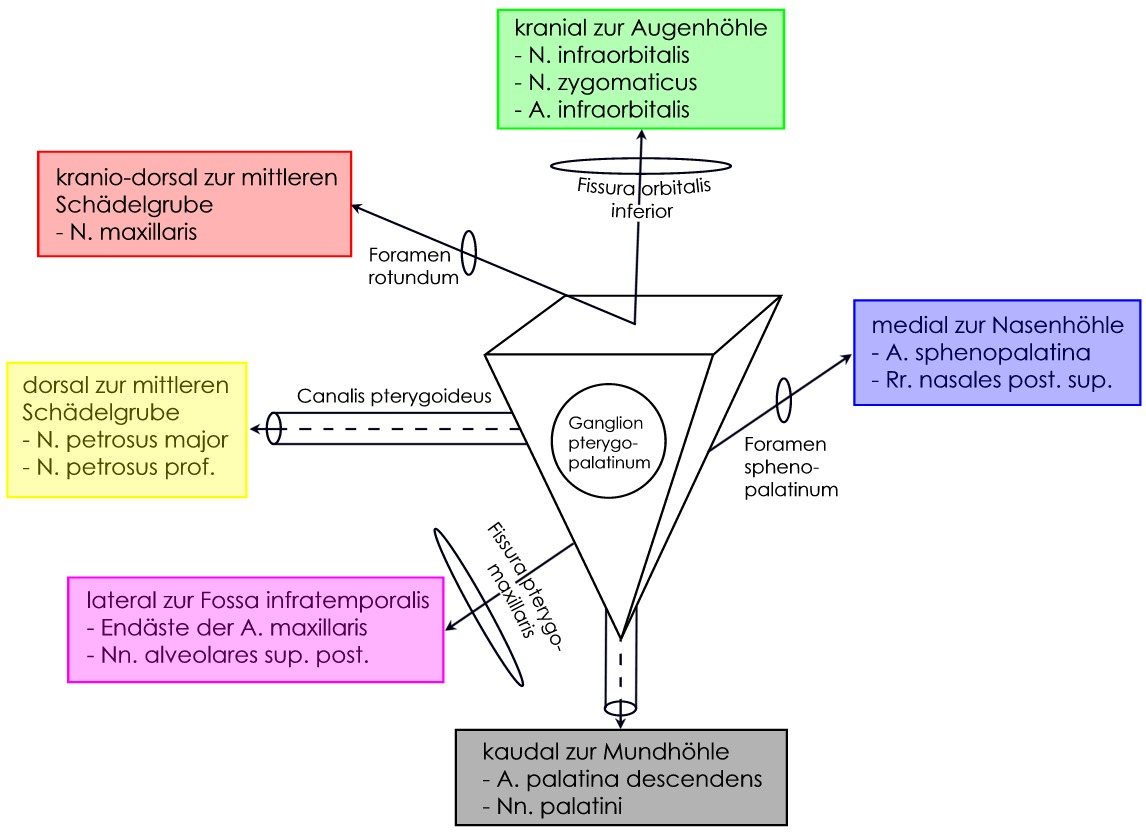
Schema der Fossa pterygopalatina (rechts)

| Durchtrittsstelle          | Inhalt                                                                                             | Verbindung zu                              |
| Canalis palatinus major    | Nervi palatini Arteria und Vena palatina descendens                                                | Mundhöhle über Foramen palatinum majus     |
| Foramen sphenopalatinum    | Arteria nasales posteriores Rr. nasales posteriores superiores und inferiores                      | Nasenhöhle                                 |
| Foramen rotundum           | Nervus maxillaris                                                                                  | mittlere Schädelgrube (Fossa cranii media) |
| Canalis pterygoideus       | Nervus petrosus major und profundus                                                                | mittlere Schädelgrube (Fossa cranii media) |
| Fissura pterygomaxillaris  | Arteria maxillaris Nervi alveolares superiores posteriores                                         | Fossa infratemporalis                      |
| Fissura orbitalis inferior | Nervus infraorbitalis Nervus zygomaticus Arteria und Vena infraorbitalis Vena ophthalmica inferior | Augenhöhle (Orbita)                        |